# Kanton Rohrbach-lès-Bitche
Kanton Rohrbach-lès-Bitche (fr. Canton de Rohrbach-lès-Bitche) byl francouzský kanton v departementu Moselle v regionu Lotrinsko. Tvořilo ho 15 obcí. Zrušen byl po reformě kantonů 2014.

## Obce kantonu
- Achen
- Bettviller
- Bining
- Enchenberg
- Etting
- Gros-Réderching
- Kalhausen
- Lambach
- Montbronn
- Petit-Réderching
- Rahling
- Rohrbach-lès-Bitche
- Schmittviller
- Siersthal
- Soucht